# Civilekonom
Civilekonom (förkortas civ.ek.) är en titel som sedan 1943 använts i Sverige av vissa som genomgått en akademisk ekonomutbildning. 

## Historia

### Ekonomexamen och titeln civilekonom införs 1943
En ekonomisk examen infördes vid Handelshögskolan i Stockholm i samband med högskolans grundande 1909 som beteckning på den akademiska examen, som erhölls efter högskolans 2-åriga utbildning i ekonomi. Denna berättigade till titeln Diplomerad från Handelshögskolan i Stockholm (DHS). I analogi med detta införde Handelshögskolan i Göteborg i samband med sitt grundande 1923 en ekonomisk examen, som berättigade till titeln Diplomerad från Handelshögskolan i Göteborg (DHG). 
1943 genomfördes en utbildningsreform vid Handelshögskolan i Stockholm och Handelshögskolan i Göteborg, varvid ekonomutbildningarna förlängdes från ursprungliga två år till tre år och de ekonomiska examina avskaffades och ersattes med ekonomexamina, vilka berättigade till titeln civilekonom. Användandet av titeln civilekonom spreds därefter i Sverige och breddades till att även omfatta personer, som hade akademiska examina i ekonomi från andra högskolor och universitet än handelshögskolorna i Stockholm och Göteborg.

### Civilekonomexamen införs av Högskoleverket 2007
Högskoleverket beslutade 2007 (Riksdagsbeslut från 2006) om att införa en Bolognamodell för standardisering av europeiska högskole- och universitetsexamina, samt att bland annat införa en svensk "akademisk yrkesexamen" i ekonomi, benämnd civilekonomexamen. Denna skulle enligt verkets beslut utdelas till personer som slutfört en fyraårig akademisk ekonomutbildning, motsvarande 240 högskolepoäng enligt det system som införts den 1 juli 2007. Endast de ekonomutbildningar som givits rätt av Högskoleverket att utfärda examensbeviset skulle få göra detta. Utbildningen är på avancerad nivå och Högskoleverkets styrelse beslutade att den engelska översättningen av examen skulle vara Degree of Master of Science in Business and Economics.

#### Institutioner som valt att ansluta sig och avstå från att ansluta sig
Samtliga lärosäten som utfärdade magisterexamen i ekonomi ansökte 2007 om tillstånd från Högskoleverket att få utfärda civilekonomexamina, utom Handelshögskolan i Stockholm, Uppsala universitet och Sveriges lantbruksuniversitet, vilka istället valt att ge generella examina såsom ekonomie kandidat- och ekonomie masterprogram.  
De lärosäten som från och med den 1 juli 2007 fick Högskoleverkets tillstånd var Lunds, Göteborgs, Stockholms, Linköpings, Umeå, och Växjö universitet. Under 2008 fick Örebro universitet och Luleå tekniska universitet examensrätten och i april 2009 blev Högskolan i Halmstad den första högskolan att få rätt att utfärda civilekonomexamen. Därefter har Högskolan i Borås och Internationella Handelshögskolan i Jönköping i juni 2009 samt Karlstads universitet 2011 (beviljades av Högskoleverket den 12 april 2011, civilekonomutbildningen inleddes hösten 2012) erhållit examensrätt. Högskoleverket lades ner år 2012 och ersattes av Universitetskanslerämbetet och Universitets- och högskolerådet.

#### Institutioner som först anslutit sig och sedan valt att avstå
Stockholms universitet, Lunds universitet och Göteborgs universitet har senare valt att avsluta sina civilekonomprogram och istället erbjuda ekonomie kandidat- och ekonomie masterprogram, i enlighet med Bolognamodellen.

#### Nuvarande situation i sammanfattning

##### Anslutna
- Linköpings universitet (sedan 2007)
- Umeå universitet (sedan 2007)
- Växjö universitet (sedan 2007)
- Örebro universitet (sedan 2008)
- Luleå tekniska universitet (sedan 2008)
- Högskolan i Halmstad (sedan 2009)
- Högskolan i Borås (sedan 2009)
- Internationella Handelshögskolan i Jönköping (sedan 2009)
- Karlstads universitet (sedan 2011)
- Mittuniversitet i Sundsvall (sedan 2022)

##### Anslutna som inte erbjuder fyraåriga ekonomutbildningar
- Göteborgs universitet

##### Icke anslutna
- Handelshögskolan i Stockholm (sedan 2007)
- Uppsala universitet (sedan 2007)
- Sveriges lantbruksuniversitet (sedan 2007)
- Stockholms universitet
- Lunds universitet
- Mälardalens universitet

### Kritik
Den nya civilekonomexamen har kritiserats av bland andra Handelshögskolans direktions ordförande Erik Åsbrink och Uppsala universitet för att den är ett avsteg från Bolognamodellen med kandidat- och masterexamina, som är standard inom såväl EU som i USA. Handelshögskolan i Stockholm, Stockholms universitet, Uppsala universitet och Lunds universitet har valt att följa Bolognamodellen i sitt utbildningsprogram och frångår därmed den svenska civilekonomexamen. Handelshögskolan vid Göteborgs universitet tillämpar Bolognamodellen för utbildningsprogrammen, dock erbjuds en "civilekonomexamen" för de studenter som så önskar vid fullföljda studier på skolans ekonomprogram (3+2 år). 

## Nordiska motsvarigheter
I Norge förekommer titeln siviløkonom som utgör en titel för person som fullgjort en femårig högskoleutbildning inom ekonomi, eller examen från godkänt universitet utanför Norge. Rättigheterna till titeln förvaltas av föreningen Econa. I Danmark betecknar titeln civiløkonom en person som har avlagt en treårig Erhvervsvidenskabelig Afgangseksamen (förkortas HA, då examen tidigare hette Handelsvidenskabelig Afgangseksamen). Nordiska Civilekonomförbundet är en sammanslutning för nordiska civilekonomorganisationer.

## Fackförbundet Civilekonomerna
Civilekonomerna var ett fackförbund och en intresseorganisation för ekonomer. För att bli medlem i fackförbundet krävdes en utbildning i ekonomi motsvarande en kandidatexamen om 180 högskolepoäng (120 poäng enligt det gamla systemet). Minst 90 högskolepoäng (60 poäng) skulle vara i något av ämnena företagsekonomi, nationalekonomi, industriell ekonomi, ekonomisk historia, ekonomisk geografi, handelsrätt, logistik, service management eller förvaltningsekonomi. Civilekonomerna slogs 1 januari 2020 ihop med fackförbundet Jusek under namnet Akavia.